# Неферит II
Неферит II (егип. Найфаау-рут II, Нефааруд II или Наиаауруджу II) — фараон Древнего Египта, правивший в 380 году до н. э.
Последний фараон XXIX династии. Сын Ахориса.
От времени его царствования не осталось никаких следов. Свергнут Нектанебом из Себеннита, основавшим собственную династию.
По Манефону (в пересказе Секста Африкана и Евсевия Кесарийского), Неферит II правил 4 месяца.